# Ndutu
Ndutu, anche noto come Homo steinheimensis o Cranio di Steinheim, è il fossile di un cranio di un ominide della specie Homo heidelbergensis scoperto sulla riva occidentale del lago Ndutu in Tanzania nel 1973 da un team di ricercatori condotti da A. A. Mturi, datato a circa 350.000 anni fa.

## Descrizione
Il cranio al momento del ritrovamento era gravemente danneggiato e frammentato, e fu ricostruiti da R.J. Clarke, che ne ha dato la descrizione iniziale. Successivamente nel 2023 è stato completamente ricostruito da due studiosi spagnoli, grazie a più moderne tecniche ricostruttive.